# Episodi di Via Zanardi, 33
La prima e unica stagione della sitcom italiana Via Zanardi, 33, composta da ventiquattro episodi, è stata trasmessa per la prima volta su Italia 1 nel 2001 dal 28 gennaio al 15 maggio 2001, alle ore 20:30 (episodi 1-4), alle ore 21:30 (episodi 5-6) ed in seconda serata (episodi 7-24).
| nº | Titolo                                  | Prima TV Italia  |
| -- | --------------------------------------- | ---------------- |
| 1  | Si fa presto a dire studentato          | 28 gennaio 2001  |
| 2  | Si fa presto a dire rimorchiare         | 28 gennaio 2001  |
| 3  | Si fa presto a dire matrimoni           | 4 febbraio 2001  |
| 4  | Si fa presto a dire tradimento          | 4 febbraio 2001  |
| 5  | Si fa presto a dire lavoro              | 11 febbraio 2001 |
| 6  | Si fa presto a dire maternità           | 11 febbraio 2001 |
| 7  | Si fa presto a dire amore               | 20 marzo 2001    |
| 8  | Si fa presto a dire gay                 | 20 marzo 2001    |
| 9  | Si fa presto a dire amicizia            | 27 marzo 2001    |
| 10 | Si fa presto a dire perdono             | 27 marzo 2001    |
| 11 | Si fa presto a dire rimani te stesso    | 3 aprile 2001    |
| 12 | Si fa presto a dire figura di merda     | 3 aprile 2001    |
| 13 | Si fa presto a dire onestà              | 10 aprile 2001   |
| 14 | Si fa presto a dire vendetta            | 10 aprile 2001   |
| 15 | Si fa presto a dire dolce attesa        | 17 aprile 2001   |
| 16 | Si fa presto a dire claustrofobia       | 17 aprile 2001   |
| 17 | Si fa presto a dire contrappasso        | 24 aprile 2001   |
| 18 | Si fa presto a dire l'età non conta     | 24 aprile 2001   |
| 19 | Si fa presto a dire è finita            | 1º maggio 2001   |
| 20 | Si fa presto a dire libertà             | 1º maggio 2001   |
| 21 | Si fa presto a dire zizzania            | 8 maggio 2001    |
| 22 | Si fa presto a dire effetto collaterale | 8 maggio 2001    |
| 23 | Si fa presto a dire, meno a fare        | 15 maggio 2001   |
| 24 | Si fa presto a dire arrivederci         | 15 maggio 2001   |